# Michael Tureniec
Michael Tureniec (* 16. Juni 1985 in Solna) ist ein professioneller schwedischer Pokerspieler. Er gewann 2011 das Main Event der European Poker Tour und 2016 ein Bracelet bei der World Series of Poker.

## Persönliches
Tureniec wuchs in Solna auf. Nach seinem Schulabschluss leistete er Wehrdienst. Anschließend arbeitete Tureniec als Kassierer in einem Supermarkt. Er lebt in Stockholm.

## Pokerkarriere
Tureniec begann im Jahr 2003 mit Poker und spielt seit 2004 Onlinepoker. Auf PokerStars findet man ihn unter dem Nickname Skämmes. Ab Januar 2009 wurde Tureniec von der Plattform Full Tilt Poker gesponsert.
Seine erste Geldplatzierung bei einem Live-Turnier erzielte Tureniec im Juni 2007 bei der World Series of Poker (WSOP) im Rio All-Suite Hotel and Casino am Las Vegas Strip. Dort kam er bei zwei Turnieren der Variante No Limit Hold’em in die Geldränge. Das größere Preisgeld in Höhe von rund 35.000 US-Dollar erhielt er dabei für den 413. Platz im Main Event. Anfang Oktober 2008 erreichte Tureniec den Finaltisch beim Main Event der European Poker Tour (EPT) in London. Er belegte den zweiten Platz und erhielt ein Preisgeld von knapp 530.000 britischen Pfund, zu diesem Zeitpunkt umgerechnet mehr als 950.000 US-Dollar, sein bis heute höchstes Preisgeld. Im November 2008 gewann Tureniec ein Turnier der Master Classics of Poker in Amsterdam mit einer Siegprämie von rund 160.000 Euro. Anfang November 2009 saß er am Finaltisch des Main Events der Partouche Poker Tour in Cannes und wurde Siebter für 133.800 Euro. Mitte September 2009 belegte er bei den English Poker Open in London den zweiten Platz für umgerechnet rund 200.000 US-Dollar. Ende November 2010 gewann Tureniec ein Side-Event der EPT in Barcelona und erhielt ein Preisgeld von 140.000 Euro. Im Februar 2011 setzte er sich beim EPT-Main-Event in Kopenhagen gegen ein Feld von 449 Teilnehmern durch und sicherte sich eine Siegprämie von umgerechnet rund 680.000 US-Dollar. Bei der WSOP 2016 gewann Tureniec das Little One for One Drop und erhielt dafür rund 525.000 US-Dollar sowie ein Bracelet. Anfang Juli 2017 erreichte er beim Crazy Eights der WSOP 2017 den Finaltisch und belegte den siebten Platz für mehr als 100.000 US-Dollar Preisgeld. Im April 2018 gewann Tureniec das WPTDeepstacks Immokalee des Seminole Hard Rock Poker Showdown in Hollywood, Florida, mit einer Siegprämie von knapp 150.000 US-Dollar. Beim Main Event der Mid-States Poker Tour im Venetian Resort Hotel am Las Vegas Strip belegte er Mitte Juni 2019 den mit knapp 200.000 US-Dollar dotierten vierten Platz. Anfang Oktober 2019 gewann er in Nottingham das WPTDeepStacks mit einem Hauptpreis von 105.000 US-Dollar. Einen Monat später entschied er ein Turnier der Seminole Rock & Roll Poker Open in Hollywood mit einer Siegprämie von rund 100.000 US-Dollar für sich.
Insgesamt hat sich Tureniec mit Poker bei Live-Turnieren mehr als 5 Millionen US-Dollar erspielt und ist damit nach Martin Jacobson und Chris Björin der dritterfolgreichste schwedische Pokerspieler.